# 博福特公爵
博福特公爵（英語：Duke of Beaufort）是一個英格蘭貴族爵位，1682年伍斯特侯爵亨利·薩默塞特受查理二世冊封為第一代博福特公爵。

博福特公爵徽章

## 頭銜持有人
1. 第一代博福特公爵亨利·薩默塞特（英语：Henry Somerset, 1st Duke of Beaufort）
2. 第二代博福特公爵亨利·薩默塞特（英语：Henry Somerset, 2nd Duke of Beaufort）
3. 第三代博福特公爵亨利·史庫達莫爾（英语：Henry Scudamore, 3rd Duke of Beaufort）
4. 第四代博福特公爵查爾斯·薩默塞特（英语：Charles Somerset, 4th Duke of Beaufort）
5. 第五代博福特公爵亨利·薩默塞特（英语：Henry Somerset, 5th Duke of Beaufort）
6. 第六代博福特公爵亨利·薩默塞特（英语：Henry Somerset, 6th Duke of Beaufort）
7. 第七代博福特公爵亨利·薩默塞特（英语：Henry Somerset, 7th Duke of Beaufort）
8. 第八代博福特公爵亨利·薩默塞特（英语：Henry Somerset, 8th Duke of Beaufort）
9. 第九代博福特公爵亨利·薩默塞特（英语：Henry Somerset, 9th Duke of Beaufort）
10. 第十代博福特公爵亨利·薩默塞特（英语：Henry Somerset, 10th Duke of Beaufort）
11. 第十一代博福特公爵大衛·薩默塞特（英语：David Somerset, 11th Duke of Beaufort）
12. 第十二代博福特公爵亨利·薩默塞特